# 24 Heures du Mans 1999
Navigation
Édition précédente Édition suivante
Les 24 Heures du Mans 1999 sont la 67e édition de l'épreuve et se déroulent les 12 et 13 juin 1999 sur le circuit de la Sarthe.

## Nombre de pilotes qualifiés pour la course
141 pilotes se qualifient pour ces soixante-septièmes 24 Heures du Mans mais ce sont 135 d'entre eux qui seront sur la grille de départ à la suite du retrait de deux voitures. Comme l'édition précédente, l'Allemande Claudia Hürtgen est la seule femme présente sur l'épreuve mancelle.
| 40 Français  | 18 Allemands  | 13 Italiens  | 12 Britanniques | 9 Japonais    |
| 8 Américains | 7 Portugais   | 6 Belges     | 5 Néerlandais   | 3 Autrichiens |
| 3 Suédois    | 2 Australiens | 2 Danois     | 2 Sud-Africains | 1 Brésilien   |
| 1 Espagnol   | 1 Finlandais  | 1 Monégasque | 1 Suisse        |               |

## Déroulement de la course

### Classements intermédiaires
| Pos. | Après la 1re heure | Après la 1re heure                                                                               | Après 6 heures | Après 6 heures                                                                                   | Après 12 heures | Après 12 heures                                                                                  | Après 18 heures | Après 18 heures                                                                                  |
| Pos. | n°                 | Voiture / Pilotes                                                                                | n°             | Voiture / Pilotes                                                                                | n°              | Voiture / Pilotes                                                                                | n°              | Voiture / Pilotes                                                                                |
| ---- | ------------------ | ------------------------------------------------------------------------------------------------ | -------------- | ------------------------------------------------------------------------------------------------ | --------------- | ------------------------------------------------------------------------------------------------ | --------------- | ------------------------------------------------------------------------------------------------ |
| 1    | 6                  | AMG-Mercedes Mercedes-Benz CLR (LMGTP) Schneider - Lagorce - Lamy                                | 17             | BMW Motorsport BMW V12 LMR (LMP) Kristensen - Lehto - Müller                                     | 17              | BMW Motorsport BMW V12 LMR (LMP) Kristensen - Lehto - Müller                                     | 17              | BMW Motorsport BMW V12 LMR (LMP) Kristensen - Lehto - Müller                                     |
| 2    | 2                  | Team Toyota Motorsports ( Toyota Team Europe) Toyota GT-One (LMGTP) Boutsen - Kelleners - McNish | 2              | Team Toyota Motorsports ( Toyota Team Europe) Toyota GT-One (LMGTP) Boutsen - Kelleners - McNish | 15              | BMW Motorsport BMW V12 LMR (LMP) Winkelhock - Martini - Dalmas                                   | 15              | BMW Motorsport BMW V12 LMR (LMP) Winkelhock - Martini - Dalmas                                   |
| 3    | 1                  | Team Toyota Motorsports ( Toyota Team Europe) Toyota GT-One (LMGTP) Brundle - Collard - Sospiri  | 15             | BMW Motorsport BMW V12 LMR (LMP) Winkelhock - Martini - Dalmas                                   | 8               | Audi Sport Team Joest Audi R8R (LMP) Biela - Theys - Pirro                                       | 3               | Team Toyota Motorsports ( Toyota Team Europe) Toyota GT-One (LMGTP) Katayama - Tsuchiya - Suzuki |
| 4    | 17                 | BMW Motorsport BMW V12 LMR (LMP) Kristensen - Lehto - Müller                                     | 22             | Nissan Motorsports Nissan R391 (LMP) Krumm - Motoyama - Comas                                    | 3               | Team Toyota Motorsports ( Toyota Team Europe) Toyota GT-One (LMGTP) Katayama - Tsuchiya - Suzuki | 8               | Audi Sport Team Joest Audi R8R (LMP) Biela - Theys - Pirro                                       |
| 5    | 5                  | AMG-Mercedes Mercedes-Benz CLR (LMGTP) Bouchut - Heidfeld - Dumbreck                             | 8              | Audi Sport Team Joest Audi R8R (LMP) Biela - Theys - Pirro                                       | 18              | Bscher ( David Price Racing) BMW V12 LM (LMP) Bscher - Auberlen - Soper                          | 18              | Bscher ( David Price Racing) BMW V12 LM (LMP) Bscher - Auberlen - Soper                          |

### Classement final de la course

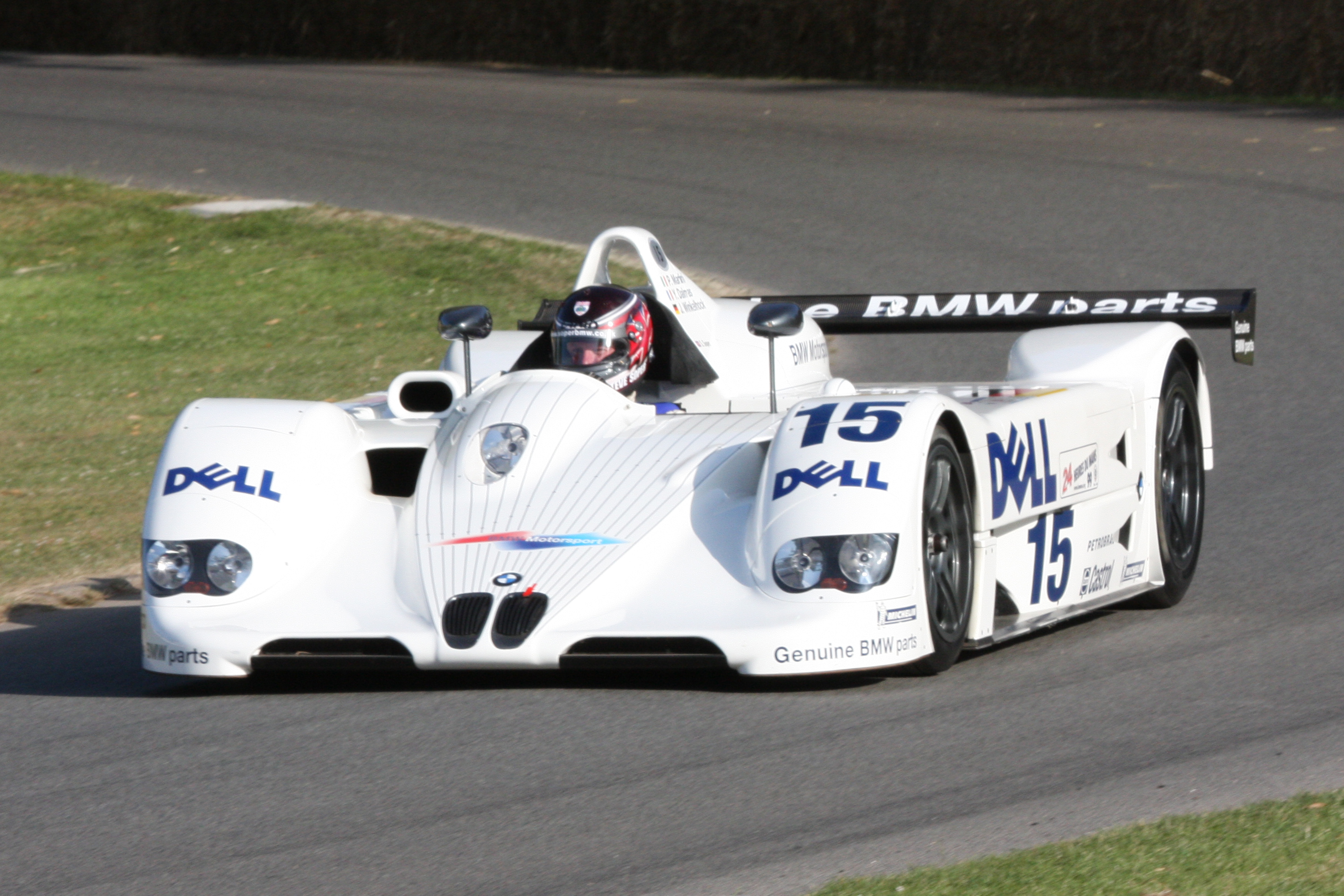
La BMW V12 LMR, victorieuse de l'édition 1999 (présentée ici à Goodwood en 2009).

Voici le classement officiel au terme des 24 heures de course.
- Les vainqueurs de chaque catégorie sont signalés par un fond jauni.
- Pour la colonne Pneus, il faut passer le curseur au-dessus du modèle pour connaître le manufacturier de pneumatiques.

| Pos.  | Catégorie | N° | Concurrent (Écurie si différent du concurrent) | Pilotes                                                      | Châssis                       | Pneus | Tours |
| Pos.  | Catégorie | N° | Concurrent (Écurie si différent du concurrent) | Pilotes                                                      | Moteur                        | Pneus | Tours |
| ----- | --------- | -- | ---------------------------------------------- | ------------------------------------------------------------ | ----------------------------- | ----- | ----- |
| 1     | LMP       | 15 | BMW Motorsport                                 | Joachim Winkelhock Pierluigi Martini Yannick Dalmas          | BMW V12 LMR                   | M     | 365   |
| 1     | LMP       | 15 | BMW Motorsport                                 | Joachim Winkelhock Pierluigi Martini Yannick Dalmas          | BMW S70 6.0L V12              | M     | 365   |
| 2     | LMGTP     | 3  | Team Toyota Motorsports ( Toyota Team Europe)  | Ukyo Katayama Keiichi Tsuchiya Toshio Suzuki                 | Toyota GT-One                 | M     | 364   |
| 2     | LMGTP     | 3  | Team Toyota Motorsports ( Toyota Team Europe)  | Ukyo Katayama Keiichi Tsuchiya Toshio Suzuki                 | Toyota R36V 3.6L Turbo V8     | M     | 364   |
| 3     | LMP       | 8  | Audi Sport Team Joest                          | Frank Biela Didier Theys Emanuele Pirro                      | Audi R8R                      | M     | 360   |
| 3     | LMP       | 8  | Audi Sport Team Joest                          | Frank Biela Didier Theys Emanuele Pirro                      | Audi 3.6L Turbo V8            | M     | 360   |
| 4     | LMP       | 7  | Audi Sport Team Joest                          | Michele Alboreto Rinaldo Capello Laurent Aïello              | Audi R8R                      | M     | 346   |
| 4     | LMP       | 7  | Audi Sport Team Joest                          | Michele Alboreto Rinaldo Capello Laurent Aïello              | Audi 3.6L Turbo V8            | M     | 346   |
| 5     | LMP       | 18 | Bscher ( David Price Racing)                   | Thomas Bscher Bill Auberlen Steve Soper                      | BMW V12 LM                    | Y     | 345   |
| 5     | LMP       | 18 | Bscher ( David Price Racing)                   | Thomas Bscher Bill Auberlen Steve Soper                      | BMW S70 6.0L V12              | Y     | 345   |
| 6     | LMP       | 13 | Courage Compétition                            | Alex Caffi Andrea Montermini Domenico Schiattarella          | Courage C52                   | B     | 342   |
| 6     | LMP       | 13 | Courage Compétition                            | Alex Caffi Andrea Montermini Domenico Schiattarella          | Nissan VRH35L 3.5L Turbo V6   | B     | 342   |
| 7     | LMP       | 12 | Panoz Motor Sports                             | David Brabham Éric Bernard Butch Leitzinger                  | Panoz LMP-1 Roadster-S        | M     | 336   |
| 7     | LMP       | 12 | Panoz Motor Sports                             | David Brabham Éric Bernard Butch Leitzinger                  | Ford (Élan) 6.0L V8           | M     | 336   |
| 8     | LMP       | 21 | Nissan Motorsports                             | Didier Cottaz Marc Goossens Fredrik Ekblom                   | Courage C52                   | B     | 335   |
| 8     | LMP       | 21 | Nissan Motorsports                             | Didier Cottaz Marc Goossens Fredrik Ekblom                   | Nissan VRH35L 3.5L Turbo V6   | B     | 335   |
| 9     | LMP       | 14 | Pescarolo Promotion Racing Team                | Henri Pescarolo Michel Ferté Patrice Gay                     | Courage C50                   | P     | 327   |
| 9     | LMP       | 14 | Pescarolo Promotion Racing Team                | Henri Pescarolo Michel Ferté Patrice Gay                     | Porsche 3.0L Turbo Flat-6     | P     | 327   |
| 10    | GTS       | 51 | Viper Team Oreca                               | Olivier Beretta Karl Wendlinger Dominique Dupuy              | Chrysler Viper GTS-R          | M     | 325   |
| 10    | GTS       | 51 | Viper Team Oreca                               | Olivier Beretta Karl Wendlinger Dominique Dupuy              | Chrysler 8.0L V10             | M     | 325   |
| 11    | LMP       | 11 | Panoz Motor Sports                             | Johnny O'Connell Jan Magnussen Max Angelelli                 | Panoz LMP-1 Roadster-S        | M     | 323   |
| 11    | LMP       | 11 | Panoz Motor Sports                             | Johnny O'Connell Jan Magnussen Max Angelelli                 | Ford (Élan) 6.0L V8           | M     | 323   |
| 12    | GTS       | 52 | Viper Team Oreca                               | Tommy Archer Justin Bell Marc Duez                           | Chrysler Viper GTS-R          | M     | 318   |
| 12    | GTS       | 52 | Viper Team Oreca                               | Tommy Archer Justin Bell Marc Duez                           | Chrysler 8.0L V10             | M     | 318   |
| 13    | GT        | 81 | Manthey Racing                                 | Uwe Alzen Patrick Huisman Luca Riccitelli                    | Porsche 911 GT3 R (996)       | P     | 317   |
| 13    | GT        | 81 | Manthey Racing                                 | Uwe Alzen Patrick Huisman Luca Riccitelli                    | Porsche 3.6L Flat-6           | P     | 317   |
| 14    | GTS       | 56 | Hugh Chamberlain ( Chamberlain Engineering)    | Ni Amorim Hans Hugenholtz Toni Seiler                        | Chrysler Viper GTS-R          | M     | 314   |
| 14    | GTS       | 56 | Hugh Chamberlain ( Chamberlain Engineering)    | Ni Amorim Hans Hugenholtz Toni Seiler                        | Chrysler 8.0L V10             | M     | 314   |
| 15    | GTS       | 50 | CICA Team Oreca                                | Manuel Mello-Breyner Pedro Mello-Breyner Tomaz Mello-Breyner | Chrysler Viper GTS-R          | M     | 312   |
| 15    | GTS       | 50 | CICA Team Oreca                                | Manuel Mello-Breyner Pedro Mello-Breyner Tomaz Mello-Breyner | Chrysler 8.0L V10             | M     | 312   |
| 16    | GTS       | 55 | Paul Belmondo Racing                           | Emmanuel Clérico Jean-Claude Lagniez Guy Martinolle          | Chrysler Viper GTS-R          | D     | 309   |
| 16    | GTS       | 55 | Paul Belmondo Racing                           | Emmanuel Clérico Jean-Claude Lagniez Guy Martinolle          | Chrysler 8.0L V10             | D     | 309   |
| 17    | GTS       | 54 | Paul Belmondo Racing                           | Paul Belmondo Tiago Monteiro Marc Rostan                     | Chrysler Viper GTS-R          | D     | 299   |
| 17    | GTS       | 54 | Paul Belmondo Racing                           | Paul Belmondo Tiago Monteiro Marc Rostan                     | Chrysler 8.0L V10             | D     | 299   |
| 18    | GTS       | 64 | Konrad Motorsport                              | Franz Konrad Peter Kitchak Charles Slater                    | Porsche 911 GT2 (993)         | D     | 293   |
| 18    | GTS       | 64 | Konrad Motorsport                              | Franz Konrad Peter Kitchak Charles Slater                    | Porsche 3.8L Turbo Flat-6     | D     | 293   |
| 19    | GT        | 80 | Champion Racing                                | Dirk Müller Bob Wollek Bernd Mayländer                       | Porsche 911 GT3 R (996)       | P     | 292   |
| 19    | GT        | 80 | Champion Racing                                | Dirk Müller Bob Wollek Bernd Mayländer                       | Porsche 3.6L Flat-6           | P     | 292   |
| 20    | GTS       | 62 | Roock Racing International Motorsport          | Claudia Hürtgen André Ahrlé Vincent Vosse                    | Porsche 911 GT2 (993)         | Y     | 290   |
| 20    | GTS       | 62 | Roock Racing International Motorsport          | Claudia Hürtgen André Ahrlé Vincent Vosse                    | Porsche 3.8L Turbo Flat-6     | Y     | 290   |
| 21    | GT        | 84 | Perspective Racing ( Nourry Compétition)       | Thierry Perrier Jean-Louis Ricci Michel Nourry (en)          | Porsche 911 3.8 RSR           | P     | 288   |
| 21    | GT        | 84 | Perspective Racing ( Nourry Compétition)       | Thierry Perrier Jean-Louis Ricci Michel Nourry (en)          | Porsche 3.8L Flat-6           | P     | 288   |
| 22    | GTS       | 57 | Hugh Chamberlain ( Chamberlain Engineering)    | Thomas Erdos Christian Vann Christian Gläsel                 | Chrysler Viper GTS-R          | M     | 270   |
| 22    | GTS       | 57 | Hugh Chamberlain ( Chamberlain Engineering)    | Thomas Erdos Christian Vann Christian Gläsel                 | Chrysler 8.0L V10             | M     | 270   |
| N. c. | GTS       | 65 | Chereau Sports ( Larbre Compétition)           | Jean-Luc Chéreau Patrice Goueslard Pierre Yver               | Porsche 911 GT2 (993)         | M     | 240   |
| N. c. | GTS       | 65 | Chereau Sports ( Larbre Compétition)           | Jean-Luc Chéreau Patrice Goueslard Pierre Yver               | Porsche 3.8L Turbo Flat-6     | M     | 240   |
| Abd.  | LMP       | 17 | BMW Motorsport                                 | Tom Kristensen JJ Lehto Jörg Müller                          | BMW V12 LMR                   | M     | 304   |
| Abd.  | LMP       | 17 | BMW Motorsport                                 | Tom Kristensen JJ Lehto Jörg Müller                          | BMW S70 6.0L V12              | M     | 304   |
| Abd.  | GTS       | 53 | Viper Team Oreca                               | David Donohue Jean-Philippe Belloc Soheil Ayari              | Chrysler Viper GTS-R          | M     | 271   |
| Abd.  | GTS       | 53 | Viper Team Oreca                               | David Donohue Jean-Philippe Belloc Soheil Ayari              | Chrysler 8.0L V10             | M     | 271   |
| Abd.  | GTS       | 63 | Roock Racing International Motorsport          | Hubert Haupt John Robinson Hugh Price                        | Porsche 911 GT2 (993)         | Y     | 232   |
| Abd.  | GTS       | 63 | Roock Racing International Motorsport          | Hubert Haupt John Robinson Hugh Price                        | Porsche 3.8L Turbo Flat-6     | Y     | 232   |
| Abd.  | LMP       | 19 | Team Goh ( David Price Racing)                 | Hiro Matsushita Hiroki Katoh Akihiko Nakaya                  | BMW V12 LM                    | M     | 223   |
| Abd.  | LMP       | 19 | Team Goh ( David Price Racing)                 | Hiro Matsushita Hiroki Katoh Akihiko Nakaya                  | BMW S70 6.0L V12              | M     | 223   |
| Abd.  | LMP       | 26 | Konrad Motorsport                              | Jan Lammers Peter Kox Tom Coronel                            | Lola B98/10                   | D     | 213   |
| Abd.  | LMP       | 26 | Konrad Motorsport                              | Jan Lammers Peter Kox Tom Coronel                            | Ford (Roush) 6.0L V8          | D     | 213   |
| Abd.  | LMGTP     | 10 | Audi Sport UK Ltd.                             | James Weaver Andy Wallace Perry McCarthy                     | Audi R8C                      | M     | 198   |
| Abd.  | LMGTP     | 10 | Audi Sport UK Ltd.                             | James Weaver Andy Wallace Perry McCarthy                     | Audi 3.6L Turbo V8            | M     | 198   |
| Abd.  | LMGTP     | 2  | Team Toyota Motorsports ( Toyota Team Europe)  | Thierry Boutsen Ralf Kelleners Allan McNish                  | Toyota GT-One                 | M     | 173   |
| Abd.  | LMGTP     | 2  | Team Toyota Motorsports ( Toyota Team Europe)  | Thierry Boutsen Ralf Kelleners Allan McNish                  | Toyota R36V 3.6L Turbo V8     | M     | 173   |
| Abd.  | GTS       | 61 | Freisinger Motorsport                          | Ernst Palmberger Wolfgang Kaufmann Michel Ligonnet (de)      | Porsche 911 GT2 (993)         | D     | 157   |
| Abd.  | GTS       | 61 | Freisinger Motorsport                          | Ernst Palmberger Wolfgang Kaufmann Michel Ligonnet (de)      | Porsche 3.8L Turbo Flat-6     | D     | 157   |
| Abd.  | LMP       | 27 | Kremer Racing                                  | Tomas Saldaña Grant Orbell Didier de Radiguès                | Lola B98/10                   | G     | 46    |
| Abd.  | LMP       | 27 | Kremer Racing                                  | Tomas Saldaña Grant Orbell Didier de Radiguès                | Ford (Roush) 6.0L V8          | G     | 46    |
| Abd.  | GTS       | 67 | Larbre Compétition                             | Jean-Pierre Jarier Sébastien Bourdais Pierre de Thoisy       | Porsche 911 GT2 (993)         | M     | 134   |
| Abd.  | GTS       | 67 | Larbre Compétition                             | Jean-Pierre Jarier Sébastien Bourdais Pierre de Thoisy       | Porsche 3.8L Turbo Flat-6     | M     | 134   |
| Abd.  | GTS       | 66 | Estoril Racing Communication                   | Manuel Monteiro Michel Monteiro Michel Maisonneuve           | Porsche 911 GT2 (993)         | P     | 123   |
| Abd.  | GTS       | 66 | Estoril Racing Communication                   | Manuel Monteiro Michel Monteiro Michel Maisonneuve           | Porsche 3.8L Turbo Flat-6     | P     | 123   |
| Abd.  | LMP       | 22 | Nissan Motorsports                             | Michael Krumm Satoshi Motoyama Erik Comas                    | Nissan R391                   | B     | 110   |
| Abd.  | LMP       | 22 | Nissan Motorsports                             | Michael Krumm Satoshi Motoyama Erik Comas                    | Nissan VRH50A 5.0L V8         | B     | 110   |
| Abd.  | LMGTP     | 1  | Team Toyota Motorsports ( Toyota Team Europe)  | Martin Brundle Emmanuel Collard Vincenzo Sospiri             | Toyota GT-One                 | M     | 90    |
| Abd.  | LMGTP     | 1  | Team Toyota Motorsports ( Toyota Team Europe)  | Martin Brundle Emmanuel Collard Vincenzo Sospiri             | Toyota R36V 3.6L Turbo V8     | M     | 90    |
| Abd.  | LMP       | 25 | DAMS                                           | Christophe Tinseau Franck Montagny David Terrien             | Lola B98/10                   | P     | 77    |
| Abd.  | LMP       | 25 | DAMS                                           | Christophe Tinseau Franck Montagny David Terrien             | Judd GV4 4.0L V10             | P     | 77    |
| Abd.  | LMGTP     | 6  | AMG-Mercedes                                   | Bernd Schneider Franck Lagorce Pedro Lamy                    | Mercedes-Benz CLR             | B     | 76    |
| Abd.  | LMGTP     | 6  | AMG-Mercedes                                   | Bernd Schneider Franck Lagorce Pedro Lamy                    | Mercedes-Benz GT108C 5.7L V8  | B     | 76    |
| Abd.  | LMGTP     | 5  | AMG-Mercedes                                   | Christophe Bouchut Nick Heidfeld Peter Dumbreck              | Mercedes-Benz CLR             | B     | 75    |
| Abd.  | LMGTP     | 5  | AMG-Mercedes                                   | Christophe Bouchut Nick Heidfeld Peter Dumbreck              | Mercedes-Benz GT108C 5.7L V8  | B     | 75    |
| Abd.  | LMP       | 24 | Autoexe Motorsports                            | Yojiro Terada Franck Fréon Robin Donovan                     | Autoexe (Riley & Scott) LMP99 | Y     | 74    |
| Abd.  | LMP       | 24 | Autoexe Motorsports                            | Yojiro Terada Franck Fréon Robin Donovan                     | Ford 6.0L V8                  | Y     | 74    |
| Abd.  | LMP       | 29 | JB Racing                                      | Jérôme Policand Mauro Baldi Christian Pescatori              | Ferrari 333 SP                | P     | 71    |
| Abd.  | LMP       | 29 | JB Racing                                      | Jérôme Policand Mauro Baldi Christian Pescatori              | Ferrari F130E 4.0L V12        | P     | 71    |
| Abd.  | LMP       | 32 | Riley & Scott Europe ( Solution F)             | Marco Apicella Carl Rosenblad Shane Lewis                    | Riley & Scott MkIII/2         | P     | 67    |
| Abd.  | LMP       | 32 | Riley & Scott Europe ( Solution F)             | Marco Apicella Carl Rosenblad Shane Lewis                    | Ford 6.0L V8                  | P     | 67    |
| Abd.  | LMGTP     | 9  | Audi Sport UK                                  | Stefan Johansson Stéphane Ortelli Christian Abt              | Audi R8C                      | M     | 55    |
| Abd.  | LMGTP     | 9  | Audi Sport UK                                  | Stefan Johansson Stéphane Ortelli Christian Abt              | Audi 3.6L Turbo V8            | M     | 55    |
| Abd.  | LMP       | 31 | Riley & Scott Europe ( Solution F)             | Philippe Gache Gary Formato Olivier Thévenin                 | Riley & Scott MkIII/2         | P     | 25    |
| Abd.  | LMP       | 31 | Riley & Scott Europe ( Solution F)             | Philippe Gache Gary Formato Olivier Thévenin                 | Ford 6.0L V8                  | P     | 25    |
| Abd.  | GTS       | 60 | Freisinger Motorsport                          | Ray Lintott Manfred Jurasz Katsunori Iketani (ja)            | Porsche 911 GT2 (993)         | D     | 24    |
| Abd.  | GTS       | 60 | Freisinger Motorsport                          | Ray Lintott Manfred Jurasz Katsunori Iketani (ja)            | Porsche 3.8L Turbo Flat-6     | D     | 24    |
| N. p. | LMGTP     | 4  | AMG-Mercedes                                   | Mark Webber Jean-Marc Gounon Marcel Tiemann                  | Mercedes-Benz CLR             | B     | -     |
| N. p. | LMGTP     | 4  | AMG-Mercedes                                   | Mark Webber Jean-Marc Gounon Marcel Tiemann                  | Mercedes-Benz GT108C 5.7L V8  | B     | -     |
| N. p. | LMP       | 23 | Nissan Motorsports                             | Aguri Suzuki Masami Kageyama Eric van de Poele               | Nissan R391                   | B     | -     |
| N. p. | LMP       | 23 | Nissan Motorsports                             | Aguri Suzuki Masami Kageyama Eric van de Poele               | Nissan VRH50A 5.0L V8         | B     | -     |
| N. q. | GT        | 83 | Gerard MacQuillan                              | Michel Neugarten Gerard MacQuillan Chris Gleason             | Porsche 911 3.8 RSR           | P     |       |
| N. q. | GT        | 83 | Gerard MacQuillan                              | Michel Neugarten Gerard MacQuillan Chris Gleason             | Porsche 3.8L Flat-6           | P     |       |

## Pole position et record du tour
- Pole position : Martin Brundle sur no 1 Team Toyota Motorsport en 3 min 29 s 930.
- Meilleur tour en course : Ukyo Katayama sur no 3 Team Toyota Motorsport en 3 min 35 s 032 au 346e tour.

## Tours en tête
- no 1 Toyota GT-One - Team Toyota Motorsport : 12 (1-11)
- no 17 BMW V12 LMR - BMW Motorsport : 268 (12 / 24-45 / 47-51 / 62-93 / 95-106 / 108-304)
- no 15 BMW V12 LMR - BMW Motorsport : 63 (13 / 305-365)
- no 6 Mercedes-Benz CLR - Team AMG Mercedes : 7 (14-20)
- no 2 Toyota GT-One - Team Toyota Motorsport : 15 (21-22 / 46 / 52-61 / 94 / 107)

## À noter
- Longueur du circuit : 13,605 km
- Distance parcourue : 4 967,991 km
- Vitesse moyenne : 207,00 km/h
- Écart avec le 2e : 23,551 km
- 200 000 spectateurs